# Lev Aleksandrovič Čugaev
Lev Aleksandrovič Čugaev (in russo Лев Александрович Чугаев?; Mosca, 16 ottobre 1873 – Grjazovec, 26 settembre 1922) è stato un chimico russo.
Attivo principalmente nei campi della chimica organica e dei complessi, il suo nome è ricordato nella reazione di Chugaev. In letteratura il nome si trova traslitterato anche come Tschugaeff o Tschugaev.

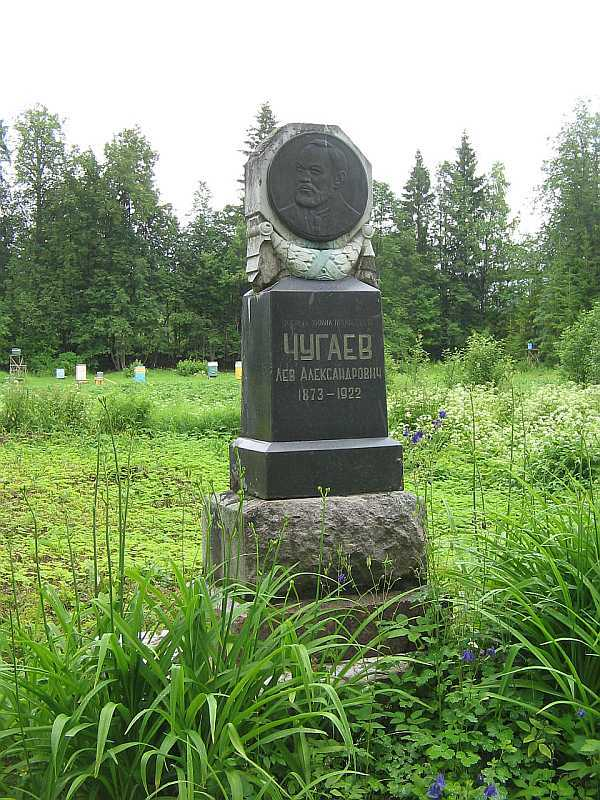
Tomba di Chugaev presso il monastero Pavlo-Obnorsky nell'Oblast' di Vologda

## Vita
Si laureò all'Università di Mosca nel 1895 sotto la guida di Nikolaj Dmitrievič Zelinskij, e fu nominato assistente all'Istituto di Batteriologia. Nel 1904 diventò professore all'Istituto tecnico imperiale moscovita (oggi Università tecnica di Mosca). Nel 1908 fu promosso professore di chimica inorganica all'Università Imperiale di San Pietroburgo (oggi Università statale di San Pietroburgo). Nel 1918 fondò l'Istituto per lo studio del platino e altri metalli preziosi. Morì nel 1922 di febbre tifoide a Grjazovec, nell'Oblast' di Vologda. Nel 1927 gli fu attribuito il Premio Lenin (postumo).

## Ricerche
Le sue ricerche si svolsero principalmente nei campi della chimica organica e dei complessi, ma si interessò anche di argomenti più fisici come la triboluminescenza e la dispersione rotatoria.
Riguardo alla chimica organica, studiando la chimica dei terpeni sviluppò un nuovo metodo per convertire alcoli in alcheni attraverso uno xantato intermedio, secondo lo schema:
Questa reazione, nota come reazione di Chugaev, trovò applicazione nella sintesi di un nuovo terpene, il thujene.
Dal 1905 iniziò a studiare i complessi. Tra i risultati più significativi, trovò che i complessi con leganti chelati sono particolarmente stabili quando si formano cicli a 5 o 6 termini. Descrisse inoltre il complesso nichel dimetilgliossima che trovò importante applicazione nell'analisi qualitativa e quantitativa del nichel.